# Alida Avery
Alida Avery, född 1833, död 1908, var en amerikansk politisk aktivist. 
Hon är känd som en av grundarna av rösträttsföreningen Non-Partisan Equal Suffrage Association of Colorado, och blev dess första ordförande.